# Canton de Meilhan-sur-Garonne
Le canton de Meilhan-sur-Garonne est une ancienne division administrative française située dans le département de Lot-et-Garonne, en région Aquitaine.

## Géographie
Ce canton était organisé autour de Meilhan-sur-Garonne dans l'arrondissement de Marmande. Son altitude variait de 12 m (Meilhan-sur-Garonne) à 148 m (Cocumont) pour une altitude moyenne de 67 m.

## Histoire
De 1833 à 1839, les cantons de Bouglon et de Meilhan avaient le même conseiller général. Le nombre de cantons était limité à 30 par département.

## Administration

### conseillers généraux de 1833 à 2015
| Période      | Période           | Identité                   | Étiquette             | Qualité |
| ------------ | ----------------- | -------------------------- | --------------------- | --- |
| 1833         | 1839              | Victor de Bastard d'Estang |                       | Militaire, député du Gers (1832-1837) Propriétaire à Ruffiac                                                     |
| 1839         | 1848              | Joseph Noguey de Cantecort |                       | Maire de Gaujac (1821-1856)                                                                                      |
| 1848         | 1852              | Thomas Lamarque-Plaisance  |                       | Maire de Cocumont (1850-1852)                                                                                    |
| 1852         | 1877              | Daniel, dit Dan Lawton     |                       | Propriétaire à Bordeaux et à Meilhan-sur-Garonne                                                                 |
| 1877         | 1883              | Adolphe Marrot             | Droite                | Négociant à Couthures-sur-Garonne                                                                                |
| 1883         | 1914 (décès)      | Édouard Giresse            | Républicain puis Rad. | Propriétaire agricole Maire de Meilhan-sur-Garonne, conseiller d'arrondissement (1880-1883) Sénateur (1900-1914) |
| 1914         | 1919              | siège vacant               |                       | |
| 1919         | 1937              | Pierre Capdeville          | Rad.ind.              | Maire de Meilhan-sur-Garonne (1919-1933)                                                                         |
| 1937         | 1940              | Georges Claverie           | SFIO                  | Maire de Cocumont (1935-1944) Nommé conseiller départemental en 1943                                             |
|              |                   |                            |                       | |
| 1945         | 1949              | Eugène Reux                | PCF                   | Vétérinaire, Sainte-Bazeille                                                                                     |
| 1949         | 1955              | Paul Laurans               | Rad.                  | Maire de Couthures-sur-Garonne (1947-1959)                                                                       |
| 1955         | 1973              | Gilbert Claverie           | Rad.                  | Cultivateur Maire de Cocumont (1947-1965)                                                                        |
| 1973         | 1992              | André Vigneau              | PCF                   | Maçon à Montpouillan                                                                                             |
| 1992         | 1998              | Henri Lafargue (1923-2015) | app.UDF               | Vétérinaire Maire de Saint-Sauveur-de-Meilhan (1977-2001)                                                        |
| 1998         | juin 2008 (décès) | Jean Fenouillet            | PS                    | Maire de Meilhan-sur-Garonne (1971-2008) Premier vice-président du Conseil général                               |
| juillet 2008 | 2014 (démission)  | Régine Povéda              | PS                    | Fonctionnaire territoriale en disponibilité maire de Meilhan-sur-Garonne depuis 2008 Député (2014-2017)          |
| 2014         | 2015              | Jean-Luc Armand            | DVG                   | Professeur des écoles Maire de Cocumont                                                                          |

### Conseillers d'arrondissement (de 1833 à 1940)
| Période                                  | Période | Identité                         | Étiquette       | Qualité |
| ---------------------------------------- | ------- | -------------------------------- | --------------- | --- |
| 1833                                     | 1839    | Joseph Noguey (de) Cantecort     |                 | Maire de Gaujac (1821-1856)                                                                                 |
| 1839                                     | 1848    | M. Courrèges                     |                 | Propriétaire à Meilhan-sur-Garonne                                                                          |
|                                          |         |                                  |                 | |
|                                          | 1880    | M. Rengade                       | Indépendant     | |
| 1880                                     | 1883    | Édouard Giresse                  | Républicain     | Propriétaire agricole, maire de Meilhan-sur-Garonne                                                         |
| 1886                                     | 1892    | Pierre Raymond Raoul de Lacrosse | Droite          | Ancien conseiller de préfecture, maire de Saint-Sauveur-de-Meilhan                                          |
| 1892                                     |         | Delphin Marzelles                | Républicain     | Maire de Cocumont                                                                                           |
|                                          |         |                                  |                 | |
| 1912                                     | 1941    | Géraud dit Frantz Defons         | RG puis Radical | Suppléant du juge de paix Révoqué par le Gouvernement de Vichy                                              |
| 1940                                     |         |                                  |                 | Les conseils d'arrondissement ont été suspendus par la loi du 12 octobre 1940 et n'ont jamais été réactivés |
| Les données manquantes sont à compléter. |         |                                  |                 | |

## Composition
Le canton de Meilhan-sur-Garonne groupait 8 communes et comptait 4 875 habitants (population municipale au 1er janvier 2010).
| Communes                 | Population (2012) | Code postal | Code Insee |
| ------------------------ | ----------------- | ----------- | ---------- |
| Cocumont                 | 974               | 47250       | 47068      |
| Couthures-sur-Garonne    | 390               | 47180       | 47074      |
| Gaujac                   | 283               | 47200       | 47108      |
| Jusix                    | 113               | 47180       | 47120      |
| Marcellus                | 802               | 47200       | 47156      |
| Meilhan-sur-Garonne      | 1 327             | 47180       | 47165      |
| Montpouillan             | 672               | 47200       | 47191      |
| Saint-Sauveur-de-Meilhan | 314               | 47180       | 47277      |

## Démographie
| 1962  | 1968  | 1975  | 1982  | 1990  | 1999  | 2006  | 2010  | - |
| ----- | ----- | ----- | ----- | ----- | ----- | ----- | ----- | - |
| 4 938 | 5 155 | 4 800 | 4 872 | 4 656 | 4 458 | 4 714 | 4 875 | - |